# Acomys mullah
Acomys mullah és una espècie de mamífer rosegador de la família dels múrids. Viu a altituds de fins a 1.000 msnm a Djibouti, Eritrea, Etiòpia i Somàlia. Es tracta d'un animal insectívor. El seu hàbitat natural són les zones amb molt poques plantes de les planes amb roques i els llacs secs. És una espècie en risc mínim, és a dir, no sembla que hi hagi cap amenaça significativa per a la seva supervivència.